# Burgos (kommun)
Burgos är en kommun i Mexiko.   Den ligger i delstaten Tamaulipas, i den centrala delen av landet, 600 km norr om huvudstaden Mexico City.
Följande samhällen finns i Burgos:
- San Isidro